# Namirea planipes
Espèce
Namirea planipes est une espèce d'araignées mygalomorphes de la famille des Euagridae.

## Distribution
Cette espèce est endémique du Queensland en Australie. Elle se rencontre dans les monts Conondale, D'Aguilar, Blackall et MacPherson.

## Description
La carapace du mâle holotype mesure 6,56 mm de long sur 5,38 mm et l'abdomen 7,00 mm de long sur 4,50 mm et la carapace de la femelle paratype mesure 6,25 mm de long sur 5,00 mm et l'abdomen 7,50 mm de long sur 5,31 mm.

## Publication originale
- Raven, 1984 : Systematics of the Australian curtain-web spiders (Ischnothelinae: Dipluridae: Chelicerata). Australian Journal of Zoology Supplementary Series, no 93, p. 1-102.